# Sesuvium distylum
Sesuvium distylum är en isörtsväxtart som beskrevs av Henry Nicholas Ridley. Sesuvium distylum ingår i släktet Sesuvium och familjen isörtsväxter. Inga underarter finns listade i Catalogue of Life.